# NGC 5514
NGC 5514 este o astronomical radio source⁠(d) situată în constelația Boarul. A fost descoperită în 26 aprilie 1865 de către Heinrich Louis d'Arrest. Se află la o distanță de 106,33 megaparseci de Pământ.